# Кордоцентризм
Кордоцентризм (від лат. «cors» — серце) — розуміння дійсності не стільки мисленням («головою»), скільки «серцем» — емоціями, почуттями, внутрішнім, «душею». 
В європейській філософії кордоцентризм поділяли Б. Паскаль, нім. пієтисти і нім. романтики (Новаліс та ін.), частково Л. Феєрбах.

## Український кордоцентризм
Український кордоцентризм (дослівно – українське вчення про цілісність людини) – концептуалізація тенденції української філософської думки, за якою основою існування і розвитку цілісної людини як єдності духу, душі й тіла є дух, духовне народження та вдосконалення. 
Уявлення про цілісну людину екстрапольоване в український кордоцентризм із християнської антропології, за вченням якої людина складена із тіла, душі й духу, який поєднує тіло й душу в єдину цілісну людську істоту, створюючи особистість. Саме дух, який називають серцем, відіграє провідну роль у розвитку особистості в людині. 
Український кордоцентризм як концепт створений на основі поняття «філософія серця» і терміна «кордоцентризм». Творцем поняття «філософія серця» є Д. Чижевський, винахідником терміна «кордоцентризм» – О. Кульчицький, автором концепту «український кордоцентризм» – Я. Гнатюк. 
Український кордоцентризм можна типологізувати за головними філософсько-світоглядними орієнтаціями. Звідси – три типи українського кордоцентризму: креативний, акціональний та інтроспективний. 
Креативний кордоцентризм є філософсько-світоглядною орієнтацією на трансцендентне, метаемпіричну реальність, а два інших типи – на трансцендентальне, емпіричну реальність: акціональний кордоцентризм – на соціальну реальність, інтроспективний кордоцентризм – на людську реальність. 
Креативний кордоцентризм має різновиди – філософсько-теософський кордоцентризм, у якому виражена ідея створення істинної людини, що бере участь в істинному бутті та керується у всіх своїх справах духом, та філософський кордоцентризм, де йдеться про творчу силу як основу людського духу. 
Акціональний кордоцентризм, у свою чергу, також має різновиди. Це – афективно-волюнтаристичний кордоцентризм, заснований на принципі циркуляції любові й вольових зусиллях у соціальній піраміді, й афективний кордоцентризм. Підставою якого є ідея емоційно-почуттєвого вчинку. 
Насамкінець, різновидам інтроспективного кордоцентризму є волюнтаристичний кордоцентризм, у якому виявляє себе воля до єднання з природою, як власною, так і Божественною, та волюнтаристично-емотивний кордоцентризм, у якому проявляється напружене емоційно-вольове прагнення до правди і свободи. 
Фундатори українського кордоцентризму Г. Сковорода, М. Гоголь, П. Юркевич, Т. Шевченко і П. Куліш обґрунтовували його як ідею першості духу в цілісній людині-особистості. Згодом ця іде була заново відкрита Ч. С. Пірсом – основоположником американського прагматизму. Пізніше вона ще раз була повторена у метафізиці глибокого серця російського філософа Б. Вишеславцева. З цієї перспективи українська філософія, виходячи із схожості її ідей із американською та російською філософіями, є оригінальною і самобутньою, та такою, що має світове значення. 
Феномен українського кордоцентризму досліджували дві конкуруючі між собою школи філософської україністики: психологічна і культурологічна. Фундаторами психологічної школи філософської україністики вважаються І. Мірчук, О. Кульчицький, Д. Бучинський, В. Янів, С. Ярмусь, А. Бичко, І. Бичко. До фундаторів культурологічної школи філософської україністики зараховують В. Олексюка, Є. Калюжного, Т. Закидальського, В. Горського, С. Вільчинську, І. Потаєву, Я. Гнатюка. 
Психологічна школа філософської україністики розглядає український кордоцентризм як унікальне явище світової історії і пояснює його унікальність лише однією обставиною, а саме тим, що він є виразом українського національного менталітету. За її інтерпретацією, український кордоцентризм – це вчення про людину як розколоту ірраціональну істоту, в якій одна частина – емоційно-почуттєва сфера переважає і панує над іншою – розсудково-розумовою сферою. Така неадекватна інтерпретація є найбільш спопуляризованою в української спільноті й український кордоцентризм некоректно ототожнюють саме із нею. 
Культурологічна школа філософської україністики відкидає необґрунтовані припущення та нерозроблену методологію психологічної школи й аналізує український кордоцентризм як явище української культури, що спричинене не однією обставиною – українським національним менталітетом, а багатьма іншими соціокультурними чинниками. За її інтерпретацією, український кордоцентризм – це вчення про цілісну людину-особистість і першість духу перед душею і тілом у людській реальності. Така інтерпретація менш популярна  українській спільноті, але найбільш адекватна, оскільки якнайкраще відповідає біблійному вченню про серце і святоотцівській традиції.